# 三日瘧原蟲
三日瘧原蟲（Plasmodium malariae）是一種广泛分布于亚洲、非洲和南美洲的瘧原蟲，由卡米洛·高尔基发现于1882年，可引發三日瘧，但和主要的瘧原蟲（惡性瘧原蟲、間日瘧原蟲）相比死亡率低得多。它会造成频繁的发烧，每次發作間隔時間為72小時。

## 外部連接
- Malaria（页面存档备份，存于） - TDR: For research on diseases of poverty